# 秦岭景天
秦岭景天（学名：Sedum pampaninii）是景天科景天属的植物，是中国的特有植物。分布于中国大陆的云南、四川、湖南、陕西等地，多生于山坡林下以及山谷岩石上，目前尚未由人工引种栽培。